# Marcus Paulsson
Marcus Paulsson, född 10 januari 1984 i Karlskrona, är en svensk ishockeyspelare (forward) som för närvarande spelar för  Mörrums GoIS IK i Hockeyettan.

## Karriär
Paulsson inledde sin karriär för Mörrums GoIS IK säsongen 01/02 då klubben spelade i Allsvenskan i ishockey. Han spelade några säsonger Mörrum, Halmstad Hammers och Saskatoon Blades innan han skrev på ett kontrakt för Malmö Redhawks. Paulsson tillbringade tre hela säsonger i Malmö-laget och gjorde 92 poäng på 131 matcher, ett facit som fick Färjestad BK att öppna upp ögonen för Paulsson. Efter en turbulent tid då Malmö Redhawks hotades av konkurs, lämnade Paulsson och en rad andra spelare klubben. Paulsson valde FBK framför många andra bud. Paulsson etablerade sig snabbt i Färjestad BK och Karlstad då han under sin debutsäsong gjorde 4 poäng på 8 spelade matcher och var med och vann SM-Guld 08/09. Han vann sitt andra SM-guld med klubben säsongen 2010/2011.
I december 2022 uppdagades att Paulsson spelar gratis för Mörrums GoIS IK en del av säsongen för att rädda sin krisdrabbade klubb. Klubben hamnade i en ekonomisk kris och behöver dra in pengar för att kunna slutföra säsongen i hockeyettan.

## Klubbar
- Mörrums GoIS IK
- Saskatoon Blades
- Halmstad Hammers
- Pelicans
- HC TPS
- Malmö Redhawks
- Färjestad BK
- Davos
- Karlskrona HK